# 瓦卡里佐-阿尔巴内塞
瓦卡里佐-阿尔巴内塞（義大利語：Vaccarizzo Albanese），是意大利科森扎省的一个市镇。总面积8平方公里，人口1192人，人口密度149.0人/平方公里（2009年）。ISTAT代码为078152。